# فاكوندو رودريغيز (لاعب كرة قدم)
فاكوندو رودريغيز (بالإسبانية: Facundo Rodríguez)‏ هو لاعب كرة قدم أرجنتيني في مركز الدفاع، ولد في 26 فبراير 2000 في سان مارتن في الأرجنتين. لعب مع غودوي كروز.

## وصلات خارجية
- فاكوندو رودريغيز على موقع قاعدة بيانات كرة القدم.إي يو (الإنجليزية)
- فاكوندو رودريغيز على موقع Soccerway.com (الإنجليزية)